# Boxeuropameisterschaften 1975
Die 22. Herren-Boxeuropameisterschaften der Amateure 1975 wurden vom 1. bis zum 8. Juni 1975 im polnischen Kattowitz in der Spodek (Arena) ausgetragen. Dabei wurden 44 Medaillen in elf Gewichtsklassen vergeben. Die Boxer der Sowjetunion gewannen alleine sechs Gewichtsklassen und waren damit die erfolgreichste Nation dieser Meisterschaft. Mit Simion Cuțov und Wjatscheslaw Lemeschew konnten zwei Boxer ihren EM-Titel aus dem Jahr 1973 erfolgreich verteidigen. Wladislaw Sasypko kam diesmal eine Gewichtsklasse höher zu Titelehren und Anatolij Klimanow schaffte es sogar zwei Gewichtsklassen höher.

## Ergebnisse
| Klasse                         | Gold                               | Silber                         | Bronze                                               |
| Halbfliegengewicht (bis 48 kg) | Olexander Tkatschenko Sowjetunion  | Enrique Rodríguez Spanien      | György Gedó Ungarn Remus Cosma Rumänien              |
| Fliegengewicht (bis 51 kg)     | Wladislaw Sasypko Sowjetunion      | Constantin Gruiescu Rumänien   | Charlie Magri England Sándor Orbán Ungarn            |
| Bantamgewicht (bis 54 kg)      | Wiktor Rybakow Sowjetunion         | Zatscho Andrejkowski Bulgarien | Milan Piskač Tschechoslowakei Mircea Tone Rumänien   |
| Federgewicht (bis 57 kg)       | Tibor Badari Ungarn                | Bratislav Ristić Jugoslawien   | Antonio Rubio Spanien Patrick Cowdell England        |
| Leichtgewicht (bis 60 kg)      | Simion Cuțov Rumänien              | Waleri Lwow Sowjetunion        | Ryszard Tomczyk Polen András Botos Ungarn            |
| Halbweltergewicht (bis 64 kg)  | Waleri Limassow Sowjetunion        | József Nagy Ungarn             | Ulrich Beyer DDR Bajram Hasani Jugoslawien           |
| Weltergewicht (bis 67 kg)      | Kalevi Marjamaa Finnland           | Victor Zilberman Rumänien      | Jerzy Rybicki Polen Ib Bötcher Dänemark              |
| Halbmittelgewicht (bis 71 kg)  | Wiesław Rudkowski Polen            | Wiktor Sawtschenko Sowjetunion | Franz Dorfer Österreich Mihály Rapcsák Ungarn        |
| Mittelgewicht (bis 75 kg)      | Wjatscheslaw Lemeschew Sowjetunion | Bernd Wittenburg DDR           | Jacek Kucharczyk Polen Zdeněk Tykva Tschechoslowakei |
| Halbschwergewicht (bis 81 kg)  | Anatolij Klimanow Sowjetunion      | Georgi Stoimenow Bulgarien     | Ottomar Sachse DDR Radovan Bisić Jugoslawien         |
| Schwergewicht (über 81 kg)     | Andrzej Biegalski Polen            | Wiktor Uljanitsch Sowjetunion  | Mircea Simon Rumänien Garfield McEwan England        |

## Medaillenspiegel
| Rang | Land                            | Gold | Silber | Bronze | Gesamt |
| ---- | ------------------------------- | ---- | ------ | ------ | ------ |
| 01   | Sowjetunion                     | 6    | 3      | –      | 9      |
| 02   | Polen                           | 2    | –      | 3      | 5      |
| 03   | Rumänien                        | 1    | 2      | 3      | 6      |
| 04   | Ungarn                          | 1    | 1      | 4      | 6      |
| 05   | Finnland                        | 1    | –      | –      | 1      |
| 06   | Bulgarien                       | –    | 2      | –      | 2      |
| 07   | Jugoslawien                     | –    | 1      | 2      | 3      |
| 07   | Deutsche Demokratische Republik | –    | 1      | 2      | 3      |
| 09   | Spanien                         | –    | 1      | 1      | 2      |
| 10   | England                         | –    | –      | 3      | 3      |
| 11   | Tschechoslowakei                | –    | –      | 2      | 2      |
| 12   | Dänemark                        | –    | –      | 1      | 1      |
| 12   | Österreich                      | –    | –      | 1      | 1      |
|      | Gesamt                          | 11   | 11     | 22     | 44     |